# Tipula (Microtipula) dirhabdophora
Tipula (Microtipula) dirhabdophora is een tweevleugelige uit de familie langpootmuggen (Tipulidae). De soort komt voor in het Neotropisch gebied.